# Zu Ortenburg

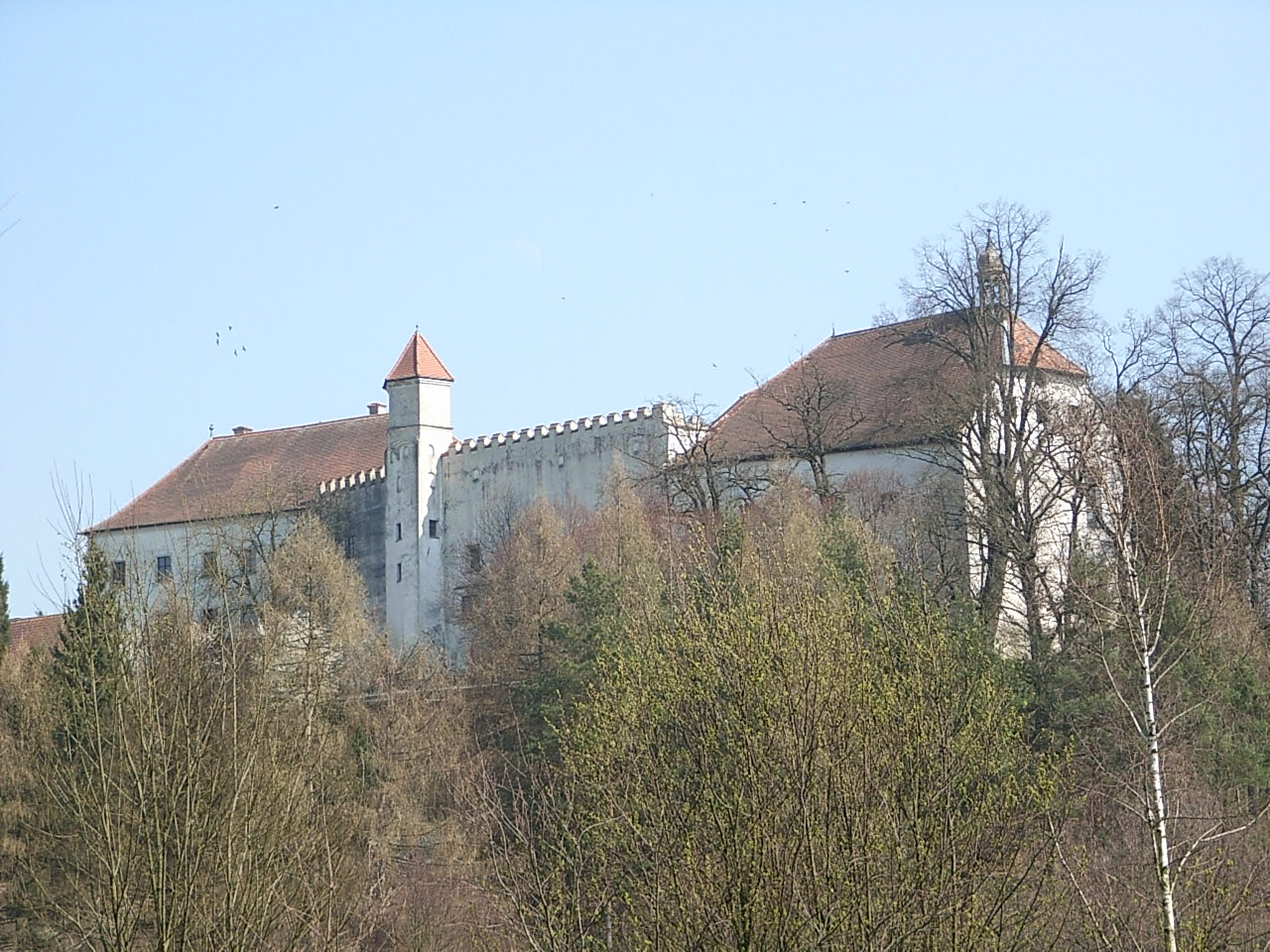
Slot Ortenburg (2007)

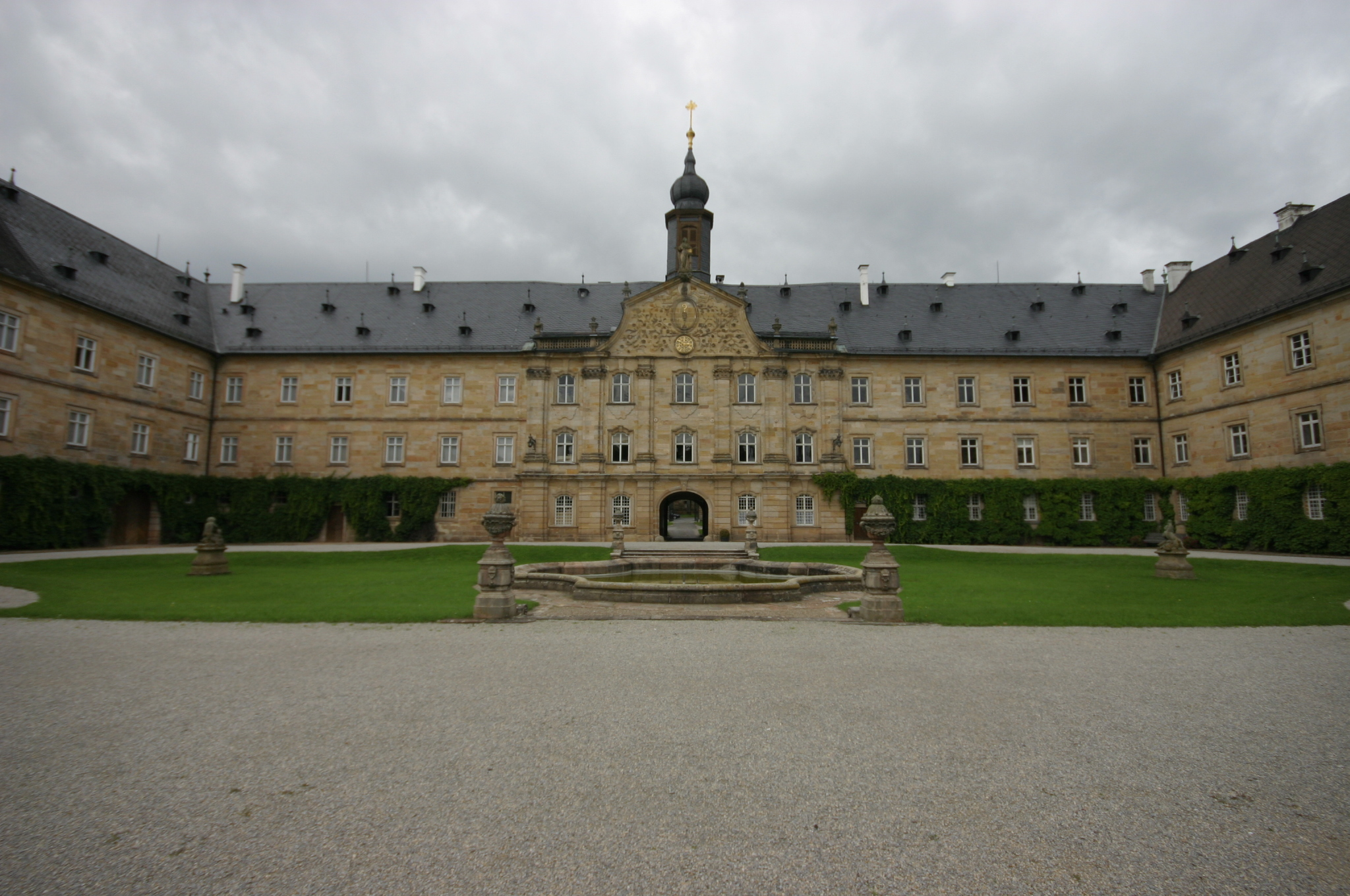
Schloss Tambach

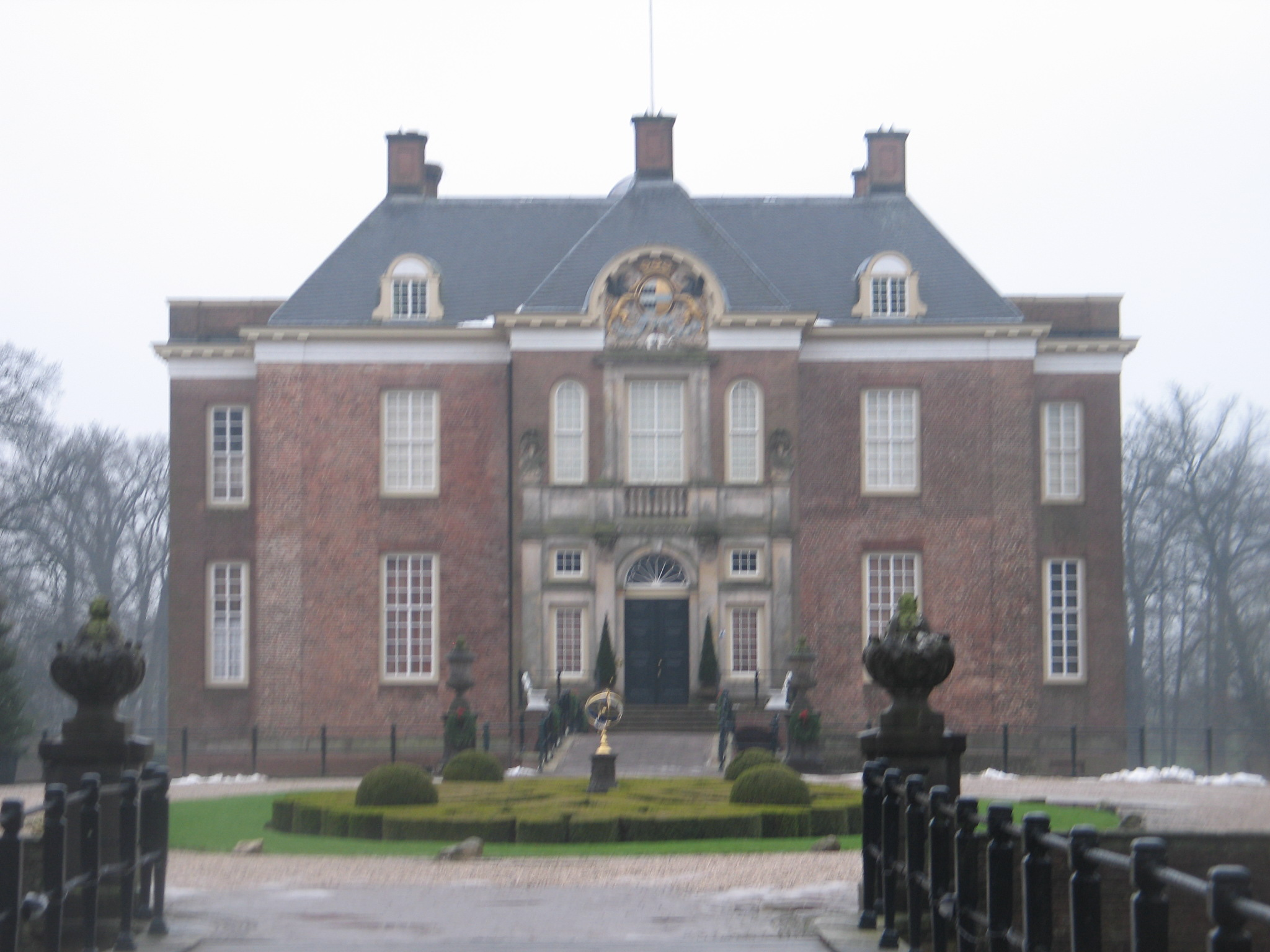
Kasteel Middachten, De Steeg

De grafelijke familie Zu Ortenburg werd in Nederland bekend als de huidige bezitters van kasteel Middachten.

## Geschiedenis
De familie zu Ortenburg is een zijtak van de familie Spanheim die vanaf de 11e eeuw optreedt. Die zijtak wordt vanaf Rapoto I (†1186) tussen 1120 en 1133 vermeld als comes (graaf) de Ortenberch, genoemd naar de burcht Ortenberg (nu: Ortenburg (Beieren)). Later werd dit erkend als een graafschap. In 1805 vond ruiling plaats van het graafschap Ortenburg met Beieren tegen het graafschap Tambach (ook: Ortenburg-Tambach) aan welke laatste overeenkomstige rechten waren verbonden als aan het graafschap Ortenburg. In 1858 werd Birkenfeld een fideï-commis. In 1812 werd een lid opgenomen in de Beierse gravenstand. In 1829 ontving een lid het predicaat "Erlaucht" (Zijne Doorluchtigheid) bij eerstgeboorte in Beieren, in 1847 in Oostenrijk; vanaf 1911 werd in Beieren dit predicaat aan alle familieleden verleend. Leden van het geslacht behoren tot de hoge adel en zijn ebenbürtig aan leden van (voormalig) regerende vorstenhuizen.

## Enkele telgen
- Franz Graf zu Ortenburg, graaf en heer van Tambach, heer van Birkenfeld (1875-1936), hoofd van het geslacht, majoor
  - Alram Graf zu Ortenburg, graaf en heer van Tambach, heer van Birkenfeld (1925-2007), hoofd van het geslacht, bosbouwkundige, bewoner van slot Tambach
    - Heinrich Graf zu Ortenburg, graaf en heer van Tambach (1956), hoofd van het geslacht, land- en bosbouwkundige, bewoner van slot Tambach; trouwde in 1990 met Désirée Prinzessin von Hohenzollern (1963), dochter van Johann Georg Prinz von Hohenzollern (1932-2016) en van Birgitta Prinses van Zweden (1937)

  - Ladislaus Franz Heinrich Ernst Graf zu Ortenburg, heer van Birkenfeld (1927-2001); trouwde in 1951 met Isabelle van Aldenburg Bentinck, 24ste vrouwe van Middachten en Gaildorf (1925-2013)
    - Franz Graf zu Ortenburg (1953), 25ste heer van Middachten, beheerder van het landgoed Middachten, bewoner van het oostelijke bouwhuis van Middachten
    - Philipp Graf zu Ortenburg (1955), ingenieur; trouwde in 1988 met de Nederlandse Mirjam Kalf (1958), wonen in Birkenfeld
    - Nadine Gräfin zu Ortenburg (1957); trouwde in 1981 met Albrecht Graf von Brandenstein-Zeppelin, heer van Mittelbiberach (1950), bewoners van slot Mittelbiberach

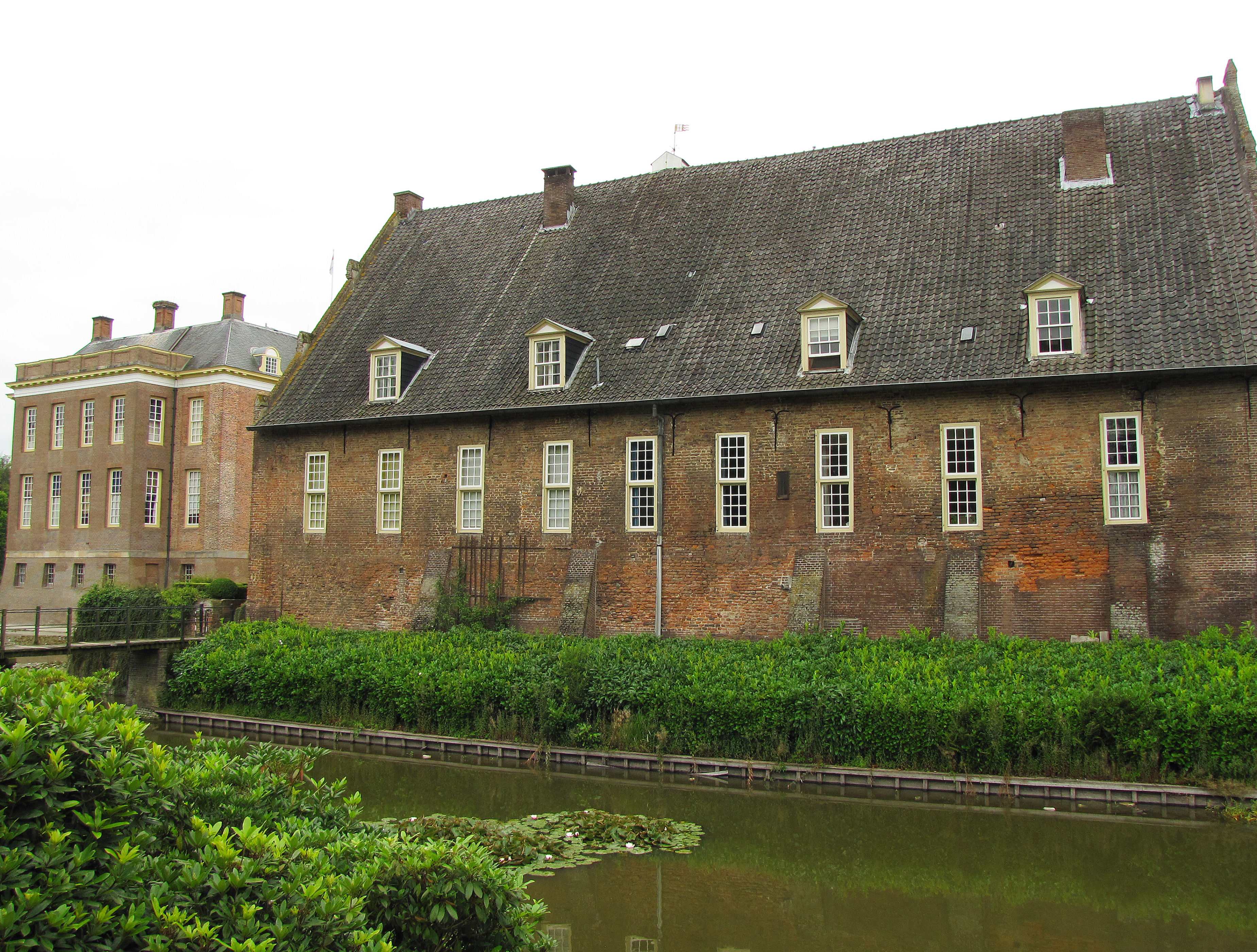
Middachten oostelijk bouwhuis